# Jyrhämäjärvi
Jyrhämäjärvi är en sjö i Finland. Den ligger i kommunen Rovaniemi i landskapet Lappland, i den norra delen av landet, 700 km norr om huvudstaden Helsingfors. Jyrhämäjärvi ligger 76,2 meter över havet. Den är 16,37 meter djup. Arean är 2,71 kvadratkilometer och strandlinjen är 16,16 kilometer lång. Sjön  ingår i Kemi älvs huvudavrinningsområde. 